# アポストロ・ゼーノ

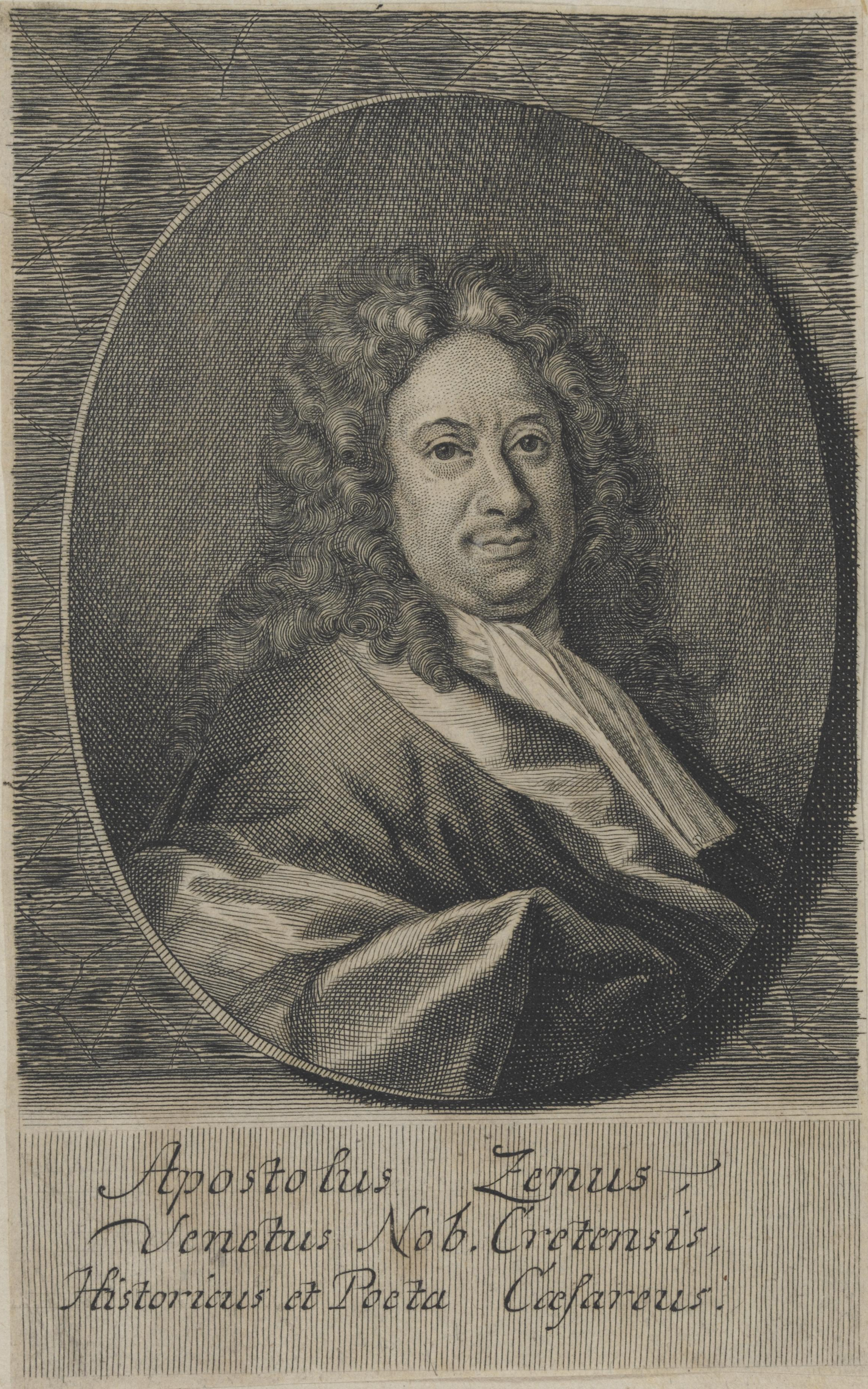
アポストロ・ゼーノ

アポストロ・ゼーノ(Apostolo Zeno、1669年12月11日 - 1750年11月11日）は、イタリアの文学者、歴史学者、台本作家。

## 履歴と業績
1669年、ヴェネツィアのギリシャ貴族の家系に生まれる。1691年にアカデミア・デリ・アニモッシ（Academia degli Animosi）の創設者の一人となり、程なくアルカディア派に入会。1695年、初めてのオペラ台本「幸福な欺き」を書き、翌年にカルロ・フランチェスコ・ポッラローロの作曲で上演され成功を収める。1705年にピエトロ・パリアーティと共同で「アンティオコ」の台本を書いて大成功し、オーストリアから宮廷詩人に招かれるがこれを断る。1710年に「イタリア文学新聞」を共同で創刊する。1718年に神聖ローマ皇帝カール6世の招きでウィーンに赴き、宮廷詩人となり、多くのオペラやオラトリオの台本を書き、その殆どはアントニオ・カルダーラが曲を付けた。1729年、職務を退いてヴェネツィアに帰り、後任はピエトロ・メタスタージオとなった。
ゼーノの台本は荒唐無稽だった従来のヴェネツィアのオペラに筋道を与え、その後のオペラ・セリアの様式の先駆となったものと評価されている。